# Акназарово (Хайбуллинский район)
Акназа́рово,Акназа́рово  (баш. Аҡнаҙар) — деревня в Хайбуллинском районе Башкортостана, входит в Акъюловский сельсовет.

## Географическое положение
Расстояние до:
- районного центра (Акъяр): 48 км,
- центра сельсовета (Галиахметово): 13 км,
- ближайшей ж/д станции (Сара): 104 км.

Находится на правом берегу реки Сакмары.

## История
Название восходит от личного имени Аҡназар. Деревня Акназарово (ранние названия Ниязгол, Биксура, Харылар, Бирмяс Тамагы) была коренной деревней башкир рода шишей племени усерган. Выходцами из этой деревни были образованы многие деревни, которые тоже входили в состав 9 Башкирского кантона Оренбургского уезда Оренбургской губернии. Акназарово - Бирмес Тамагы показано в записях V ревизии 1795 года, там имелось 68 дворов и проживало 411 человек. По ревизии 1816 года зафиксировано 62 двора и 376 жителей. В числе жителей деревни по ревизии 1816 года отмечены: Гумер Байшакуров (сын Тагир, дочь Гульбика), его брат Габдрашит Байшакуров, 1778 г.р. (сыновья: Абдельгази, 1814 г.р.; Султангази; Ишкази); Сарыгол, Кутлукадам и Таулбай Акназаровы; Нигматулла Ибраков; Айсувак Кильдибаев, юртовый сотник; Киньябулат Кильдибаев; Коток Утягулов; Кисяубай, Иргизбай, Тургай Байсурины; Санагат, Сагитт и Мамыт Базановы; Юламан Давлетбирдин, указной мулла. 
В книге «Списки населенных мест. Оренбургская губерния. 1866.» имеется запись:
Орский уезд, 2-й стан, № 758 дер. Акназарова, башк., расположена у р. Сакмара, между правой стороной старо-линейного тракта и левой почтового тракта из г. Орска в г. Верхнеуральск. Расстояние от уездного города 135 верст, от становой квартиры 92 версты, число дворов 68, число жителей: муж. 219, жен. 194. В деревне имелась мечеть.

## Население
| 2002 | 2010 |
| ---- | ---- |
| 202  | ↘151 |

Национальный состав
Согласно переписи 2002 года, преобладающая национальность — башкиры (100 %).

## Религия
В деревне есть мечеть.